# 山科言縄
山科 言縄（やましな ときなお）は、江戸時代末期の公家。正二位伯爵。山科言成の子。
明治17年の華族令で、伯爵に任ぜられた。装束などに精通。三男の言長は、分家杉渓家の祖。

## 栄典
- 1884年（明治17年）7月7日 - 伯爵[1]
- 1887年（明治20年）12月26日 - 従二位[2]
- 1897年（明治30年）7月2日 - 正二位[3]

## 系譜
- 父：山科言成
- 母：不詳
- 妻：祥子 - 久世通煕女
  - 三男：杉溪言長（1865-1944）
- 生母不明の子女
  - 男子：山科言綏